# نيويورك رينجرز
نيويورك رينجرز (بالإنجليزية: New York Rangers)‏ هو فريق هوكي جليد أمريكي محترف يلعب في الشعبة المتروبولية من القسم الشرقي في دوري الهوكي الوطني (NHL). حاز على كأس ستانلي اربع مرات أعوام 1928، 1933، 1940، 1994.